# Johann Andreas Amon
Pour les articles homonymes, voir Amon (homonymie).
Johann Andreas Amon (né en 1763 à Bamberg, dans la principauté épiscopale de Bamberg, et décédé le 29 mars 1825 à Wallerstein, dans le royaume de Bavière) est un compositeur et musicien bavarois.

## Biographie
Il commence ses études par le chant avec Madame Frafassini, puis la musique avec Giovanni Punto qui l'emmène à Paris pour étudier la composition avec Antonio Sacchini en 1781. Puis il voyage avec Punto jusqu'en 1789 quand il devient directeur musical à Heilbronn. En 1817, il devient maître de chapelle à la cour de Louis d'Oettingen-Wallerstein (de), poste qu'il conserve jusqu'à sa mort.

## Œuvres
Son catalogue comporte une cinquantaine d'œuvres, notamment des symphonies, des concertos, des sonates, des mélodies, deux opérettes, deux messes et plusieurs pièces liturgiques.

### Concertos
- Concerto pour flûte et orchestre, opus 44, 1807 ;
- Concerto pour piano et orchestre, opus 34, 1805 ;
- Concerto no 1 en la majeur pour alto et orchestre, opus 10, 1799. La partie d'alto est écrite en sol majeur nécessitant  accord au ton supérieur[2] ;
- Concerto no 2 en mi majeur pour alto et orchestre. La partie d'alto est écrite en mi bémol majeur nécessitant  accord au demi-ton supérieur[2].

### Musique de chambre
- Trois quatuors concertant pour solo d'alto et trio à cordes, opus 15 ;
- Six duos pour violon et alto, opus 2, 1791 ;
- Quatuor pour solo d'alto et trio à cordes, opus 18 no 3, 1803 ;
- Quintette pour flûte, alto et trio à cordes, opus 19 no 3
- Trois quatuors pour cor, violon, alto et violoncelle, opus 20 ;
- Trois quatuors pour cor, violon, alto et violoncelle, opus 109 ;
- Trois quatuors pour hautbois, violon, alto et violoncelle, opus 92 ;
- Trois trios à cordes, opus 8, vers 1800 ;
- Deux sonates pour flûte, violoncelle et piano, opus 48, 1820.

## Source de traduction
- (en) Cet article est partiellement ou en totalité issu de l’article de Wikipédia en anglais intitulé « Johann Andreas Amon » (voir la liste des auteurs).